# Successieoorlog

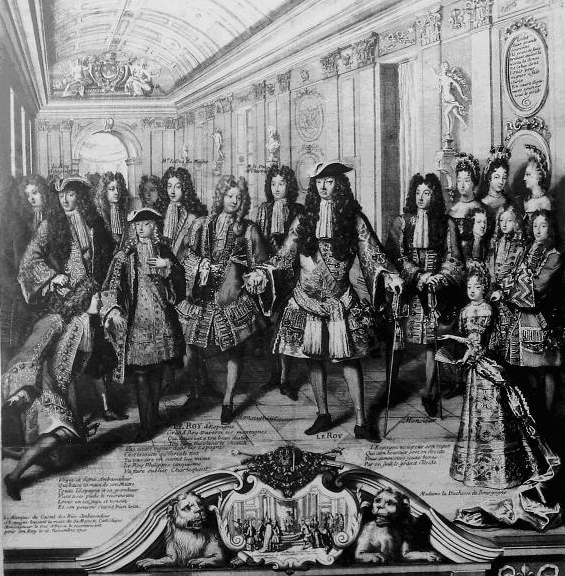
Lodewijk XIV van Frankrijk roept na de dood van Karel II van Spanje zijn neef Filips van Anjou uit tot de nieuwe koning van Spanje (november 1700). Dit leidt tot de Spaanse Successieoorlog (1701–1714).

Een successieoorlog is een gewapend conflict tussen twee of meer individuen over de erfopvolging van een overleden of afgezette monarch. De rivalen worden doorgaans gesteund door facties binnen het vorstelijk hof. Buitenlandse mogendheden interveniëren soms door zich met een bepaalde factie te verbinden, waardoor de oorlog kan escaleren.

## Analyse

### Terminologie
In de geschiedschrijving en literatuur kan een successieoorlog ook wel omschreven worden als een opvolgingskwestie, broederstrijd, troonstrijd, dynastieke twisten of eender welke combinatie van deze termen. Geen van deze termen hoeft echter noodzakelijk een gewapend conflict te betekenen en kan ook worden opgelost zonder dat dit escaleert tot open oorlogsvoering. Successieoorlogen worden ook vaak burgeroorlogen genoemd, terwijl het in feite een conflict was binnen het vorstenhuis of de bredere aristocratie waarin burgers meegesleurd werden. Dit maakt de term 'burgeroorlog' vaak verkeerd of misleidend.

### Elementen

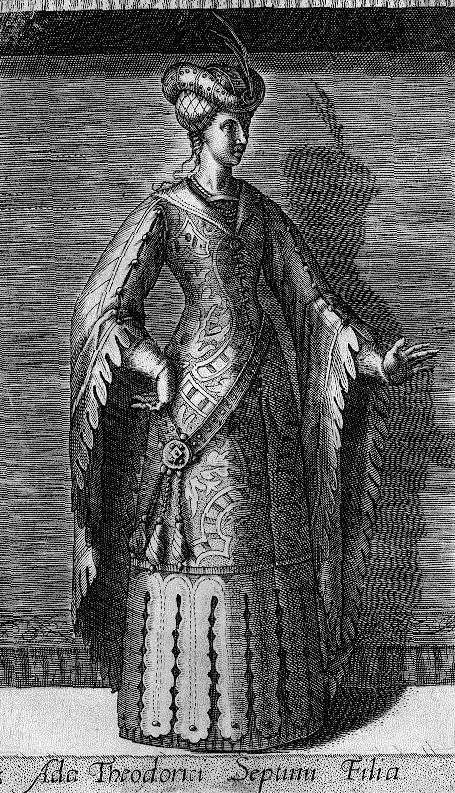
Om Holland te erven trouwde Ada snel met Lodewijk voordat haar vader was begraven, waarmee de Loonse Oorlog begon.

Een successieoorlog is een type burgeroorlog dat draait om troonstrijd: een conflict om de heerschappij in een monarchie. Een successieoorlog kan ontstaan nadat (of soms al voordat) een algemeen erkend heerser over een bepaald gebied komt te overlijden (soms zonder (wettige) nakomelingen na te laten), of krankzinnig of anderszins ongeschikt tot regeren wordt verklaard en afgezet. Daarna dienen verschillende troonpretendenten zich aan, die verwant zijn aan de vorige heerser en daarom op grond van erfopvolging (of een verdrag) menen recht te hebben op diens bezittingen. Zij zoeken binnen de adel en/of in het buitenland naar medestanders die hun claims steunen. Vervolgens komt het tot een militaire confrontatie, als mogelijkheden tot diplomatieke oplossingen –zoals een machtsdeling of een financiële regeling– of snelle uitschakelingen –bijvoorbeeld door sluipmoord of arrestatie– zijn uitgeput. Niet zelden leidt een dergelijk opvolgingsconflict tot een langdurige oorlog.
Sommige successieoorlogen gaan over het erfrecht van vrouwen. Dit bestaat in bepaalde landen niet (zwaardlenen, waar men bijvoorbeeld de Salische Wet hanteerde), maar in andere wel (spillelenen). Vaak probeert een heerser die geen zonen maar wel een of meer dochters heeft, nog voordat hij sterft de erfwetten te wijzigen zodat een dochter hem kan opvolgen. Zulke amendementen worden dan ongeldig verklaard door tegenstanders met een beroep op de plaatselijke traditie.
In enkele gevallen konden successieoorlogen ook gaan over de heerschappij in prinsbisdommen. Hoewel het formeel kiesmonarchieën waren, dus zonder erfopvolging, kon de verkiezing van de prins-bisschop sterk verweven zijn met de dynastieke belangen van de betrokken adellijke families, die hun eigen kandidaten naar voren schoven. Bij onenigheid over de verkiezingsuitslag was oorlogsvoering mogelijk om het conflict te beslechten.
Het is soms moeilijk om te bepalen of een oorlog alleen maar een successieoorlog is of dat er ook andere belangen meespelen die het conflict mede of in belangrijkere mate bepalen, zoals ideologieën (religies, secularisme, nationalisme, liberalisme, conservatisme enzovoort), economie, territorium enzovoort. Veel oorlogen worden geen 'successieoorlog' genoemd omdat de erfopvolging niet het belangrijkste element was, of ondanks het feit dat dat wel zo was. Omgekeerd kunnen oorlogen ook 'successieoorlog' worden genoemd, terwijl de erfopvolging eigenlijk niet het belangrijkste conflictelement was.

### Polemologie
De oorsprong van successieoorlogen ligt in feodale of absolutistische bestuursstelsels, waarin de beslissing over oorlog en vrede door een enkel soeverein vorst kon worden genomen zonder toestemming van de bevolking. De politiek van de betreffende heersers werd overwegend bepaald door dynastieke belangen. Duits historicus Johannes Kunisch (1937–2015) constateerde: "De alles bewegende kracht was de wet van machtprestige, machtsuitbreiding en handhavingszucht van de dynastieën." Bovendien bestond de juridische en politieke samenhang van de verschillende provincies van een 'staatsgebied' vaak alleen maar in het hebben van een gemeenschappelijke heerser. Vroege staatsstelsels werden daarom gebaseerd op dynastieën; het uitsterven daarvan veroorzaakte onmiddellijk een staatscrisis. De samenstelling van de overheidsinstanties uit verschillende provincies en gebieden vergemakkelijkte ook hun opdeling in geval van een conflict, evenals de status van aanspraken op de individuele delen van het land door buitenlandse vorsten.
Om een oorlog te voeren is een rechtvaardiging nodig (Ius ad bellum). Deze argumenten worden bijvoorbeeld in een oorlogsverklaring aangevoerd om aan te geven dat men terecht de wapens opneemt. Zoals Nederlands jurist Hugo de Groot (1583–1645) vaststelde, moet daaruit blijken dat men anders zijn rechtmatige aanspraken niet kan doorzetten. Aanspraken op rechtstitels uit het dynastieke gebied waren als oorlogsredenen een voor de hand liggend excuus, omdat de internationale betrekkingen tot aan het einde van ancien régime hoofdzakelijk bestonden uit erfenis- en huwelijkspolitiek. Deze waren vaak zo met elkaar verweven dat het wel tot conflicten moest leiden. Verdragen die leidden tot erfelijke verbintenis, verpanding en overdracht maakten de verscheidene betrekkingen ingewikkelder en konden eveneens voor aanspraken worden gebruikt. Dat aanspraken überhaupt werden gemaakt, ligt aan de permanente concurrentie- en prestigestrijd van betreffende heersershuizen. Daar kwam nog de drang van vorsten destijds bovenop om "roem" voor zichzelf te verwerven.
In de 11e eeuw is in West-Europa na talloze familieconflicten over de erfopvolging het eerstgeboorterecht ontstaan, dat zich in de 12e en 13e eeuw over de rest van Europa (met uitzondering van Rusland) verbreidde; buiten Europa is het nooit tot ontwikkeling gekomen. Het heeft echter niet het uitbreken van successieoorlogen kunnen voorkomen. Een ware opeenstapeling van successieoorlogen deed zich voor in Europa in de tijd tussen Dertigjarige Oorlog (1618–1648) en de Coalitieoorlogen (1792–1815). Volgens Duits historicus Heinz Duchhardt (1943) werd de uitbraak van successieoorlogen in de vroegmoderne tijd enerzijds bevorderd door de onzekerheid in welke mate erfopvolgingsregelingen en -overeenkomsten als een te respecteren onderdeel van het ontstaande internationaal recht te zien zouden zijn. Anderzijds was er ook een gebrek aan effectieve middelen om deze erkenning en gelding te verschaffen.
Volgens Brits staatsman Henry Brougham (Lord Chancellor 1830–34) zijn er in Europa tussen 1066 en de Franse Revolutie (1789–99) meer en langere successieoorlogen geweest dan alle andere oorlogen bij elkaar. "Successieoorlogen duren van alle oorlogen het langst. Het principe van erfopvolging houdt hen eeuwig in stand – een verkiezingsstrijd is [daarentegen] altijd kort en wordt nooit meer opgerakeld," meende hij, en pleitte daarom voor een kiesmonarchie om dit probleem op te lossen.
In het Mogolrijk bestond er geen traditie van eerstgeboorterecht en was het gebruikelijk dat zonen hun vader omverwierpen en dat broers elkaar tot de dood bestreden.

## Lijst van successieoorlogen
Noot: Successieoorlogen in transcontinentale staten worden vermeld onder het continent waarin de hoofdstad was gevestigd (zodoende valt het Ottomaanse Rijk tot 1453 onder Azië, daarna onder Europa). Namen van oorlogen die door historici namen zijn gegeven worden weergegeven met hoofdletters; de overige oorlogen waarvan het bestaan is bewezen maar aan welke nog geen specifieke naam is gegeven, worden voorlopig in kleine letters geschreven (met uitzondering van het eerste woord, geografische en persoonsnamen).
Dit overzicht is mogelijk incompleet; u kunt helpen door het uit te breiden.

### Afrika

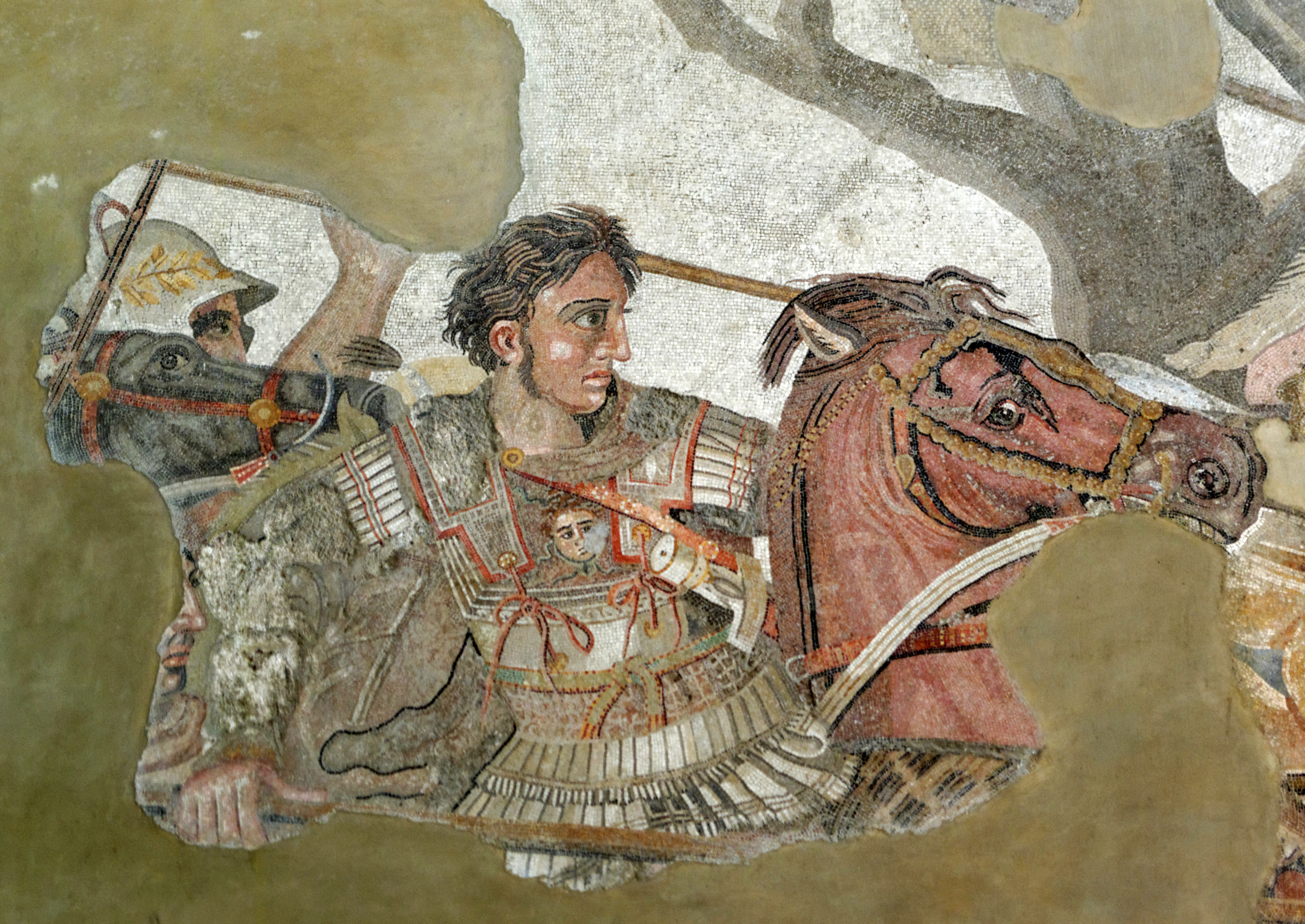
Alexanders diadochen streden 46 jaar lang om zijn politieke erfenis.

- Antieke Egyptische successieoorlogen[13]
  - Tijdens de 2e dynastie, de 4e (2649 v.Chr.) en de 5e (2513 en 2345 v.Chr.)
  - Tijdens de 7e en 8e dynastie (2184–2164 v.Chr.)
  - Tussen Seti II en Amenmesse (1204–1198 v.Chr.) na de dood van farao Merneptah
- Diadochenoorlogen (323–277 v.Chr.), naar aanleiding van het overlijden van koning Alexander de Grote van Macedonië
- Ptolemeïsche successieoorlog (132–124 v.Chr.), tussen Cleopatra II en Physcon over de rechtmatige opvolging van Ptolemaeus VI Philometor
- Numidische successieoorlog (118–112 v.Chr.), naar aanleiding van het overlijden van koning Micipsa van Numidië; deze ging over in de Romeinse Oorlog tegen Jugurtha (112–106 v.Chr.)
- Almohadische successieoorlog (1224–12??), naar aanleiding van het overlijden van kalief Yusuf al-Mustansir van de Almohaden[14]
- Marokkaanse successieoorlog (1574–1578), naar aanleiding van het overlijden van sultan Abdallah al-Ghalib van de Saadidynastie
- Marokkaanse Successieoorlog (17e eeuw)[15]
- Muraditische Successieoorlog, ook wel de Revoluties van Tunis (1675–1705), naar aanleiding van het overlijden van bey Murad II van Tunis
- Zoeloe-successieoorlog (1839–1840), tussen de broers Dingane en Mpande na de slag bij Bloedrivier[16]
- Ethiopische staatsgreep 1928 en Opstand van Gugsa Wale (1930), over de (toekomstige) opvolging van keizerin Zauditu van het Keizerrijk Ethiopië door Haile Selassie

### Azië

#### Antiek Azië

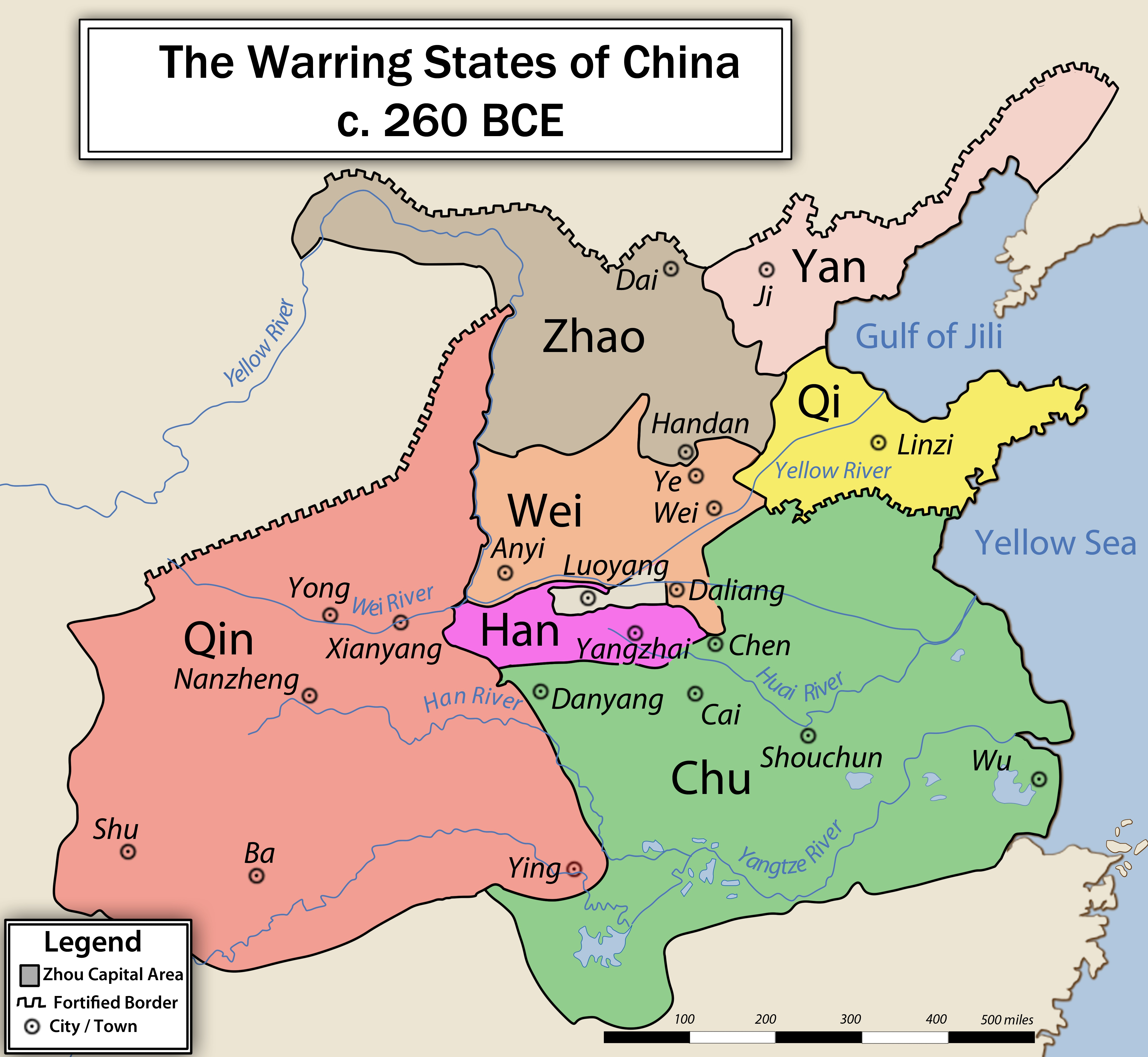
De Strijdende Staten: elke staat claimde koningschap en trachtte China onder de eigen vlag te verenigen.

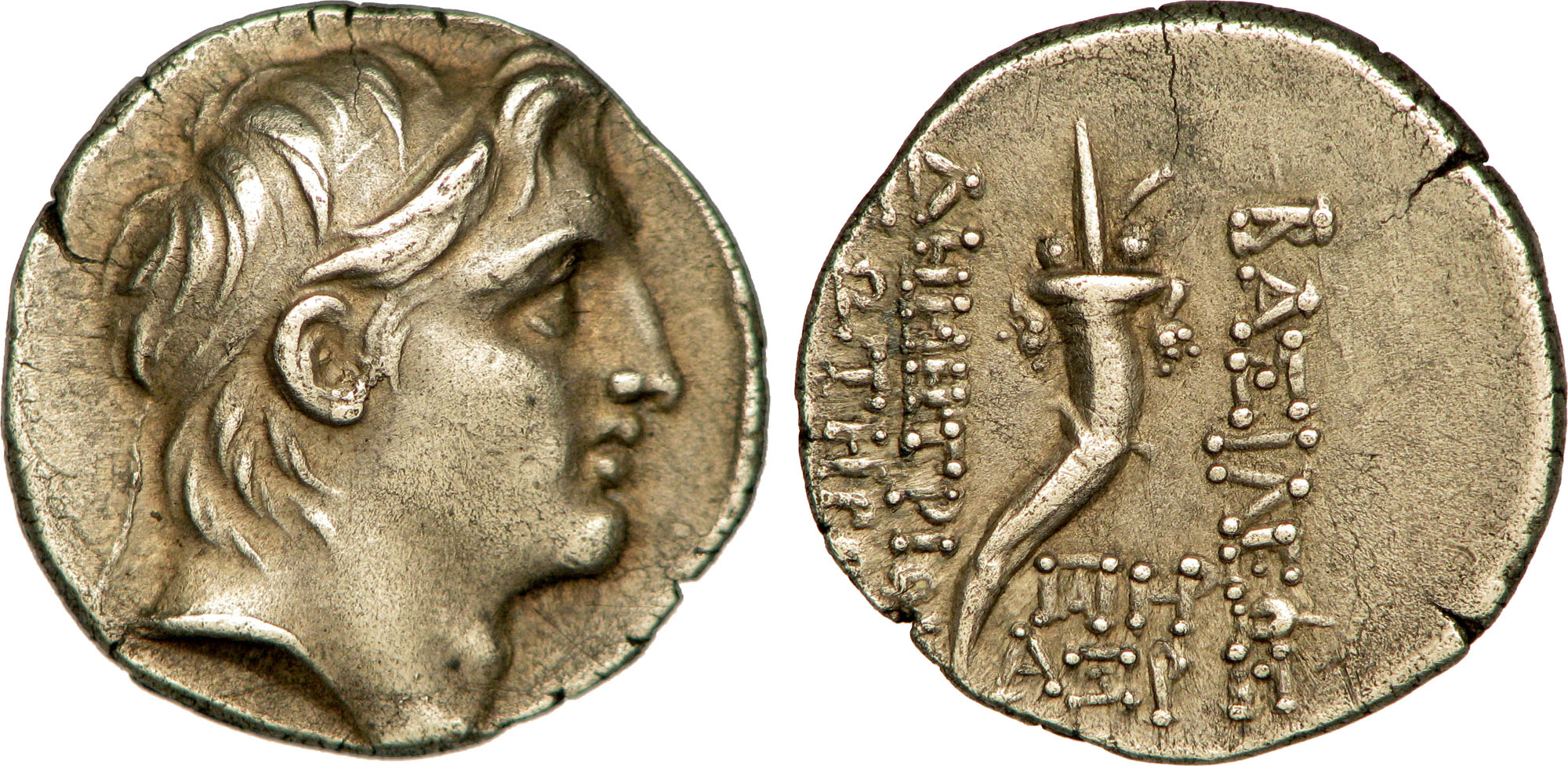
De Seleucidische Dynastieke Oorlogen teisterden het ooit machtige Seleucidische Rijk en droegen bij aan zijn val.

- Opstand van de Drie Wachters (ca. 1042–1039 v.Chr.), na de dood van koning Wu van Zhou
- (legendarisch) Oorlog van David tegen Isboset (ca. 1007–1005 v.Chr.), na de dood van koning Saul van het Verenigd Koninkrijk Israël. Het is onzeker of deze gebeurtenis daadwerkelijk is geschied zoals verhaald in de Hebreeuwse Bijbel. Naar verluidt begon het als een secessieoorlog, namelijk van Juda (David) dat zich wilde afscheiden van Israël (Isboset), maar uiteindelijk ging het conflict over de successie van Saul in zowel Israël als Juda
- Jin-successieoorlogen (8e eeuw–376 v.Chr.), een reeks oorlogen over de macht in de Chinese feodale staat Jin (deel van het steeds machtelozer wordende Zhou-dynastie)
  - Jin–Quwo-oorlogen (739–678 v.Chr.), dynastieke twisten tussen twee takken van Jins vorstenhuis
  - Li Ji-onrust (657–651 v.Chr.), over de toekomstige opvolging van hertog Xian van Jin
  - Zhou-successieoorlog (635 v.Chr.), waarin de staat Jin koning Xiang van Zhou hielp tegen zijn broer, prins Dai, die aanspraak maakte op de Zhou-troon
  - Opdeling van Jin (ca. 481–403 v.Chr.), een reeks oorlogen tussen rivaliserende adellijke families van Jin, die uiteindelijk ernaar streefden het staatterritorium onderling te verdelen ten koste van Jins heersende huis. De staat werd definitief opgesplitst tussen de opvolgersstaten Zhao, Wei en Han in 376 v.Chr.
- Qi-successieoorlog (643–642 v.Chr.), na de dood van hertog Huan van Qi
- Periode van de Strijdende Staten (ca. 403–221 v.Chr.), een reeks dynastieke inter-statelijke en intra-statelijke oorlogen tijdens de Oostelijke Zhou-dynastie van China over troonopvolging en territorium
  - Wei-successieoorlog (370–367 v.Chr.), na de dood van markies Wu van Wei
  - Qins verenigingsoorlogen (230–221 v.Chr.), om Qins aanspraken te doen gelden als opvolger van de Zhou-dynastie (die tijdens de Westelijke Zhou-dynastie over alle Chinese staten heerste), die Qin had beëindigd in 256 v.Chr.
- Diadochenoorlogen (323–277 v.Chr.), naar aanleiding van het overlijden van koning Alexander de Grote van Macedonië
- Chu-Han-oorlog (206–202 v.Chr.), na de overgave en dood van keizer Ziying van de Qin-dynastie; de rivaliserende rebellenleiders Liu Bang en Xiang Yu trachtten hun eigen dynastieën te stichten
- Seleucidische Dynastieke Oorlogen (157–63 v.Chr.), een reeks successieoorlogen gestreden tussen concurrerende takken van het Seleucidiche koningshuis over de macht in het Seleucidische Rijk
- Hasmoneese successieoorlog (67–63 v.Chr.), tussen Aristobulus II en Hyrcanus II na de dood van hun moeder, koningin Salome Alexandra
- Opstanden van de Rode Wenkbrauwen en Lülin (17–23 n.Chr.), opstanden tegen Xin-keizer Wang Mang om de Han-dynastie te herstellen; beide rebellenlegers hadden echter hun eigen kandidaat
- Han-successieoorlogen (23–36), Liu Xiu's campagnes tegen pretendenten en regionale krijgsheren die zich verzetten tegen de heerschappij van de Gengshi-keizer van Han (23–25) en zijn eigen heerschappij (sinds 25)[17]
  - Tweede opstand van de Rode Wenkbrauwen (23–27), na de dood van Wang Mang, tegen de Gengshi-keizer van Han (de Lulin-rebellenkandidaat om Wang Mang op te volgen)
- Armeense Successieoorlog (54–66), veroorzaakt door de dood van de Romeinse keizer Claudius I, waarna pretendent Tiridates door koning Vologases I van Parthië werd aangesteld, hetgeen de nieuwe keizer Nero niet kon accepteren[18]
- De Parthische successieoorlogen
  - Trajanus' Parthische veldtocht (115–117), de interventie van de Romeinse keizer Trajanus in de Parthische successieoorlog tussen Osroes I en Parthamaspates ten gunste van de laatste[18]
- Oorlogen van de Drie Koninkrijken (184–280 n.Chr.), naar aanleiding van het overlijden van keizer Han Lingdi[noot 1]
- Oorlog van de Acht Prinsen (291–306), naar aanleiding van het overlijden van keizer Sima Yan van de Chinese Jin-dynastie
- (onzeker) Een successieoorlog in het Gupta-rijk na de dood van keizer Kumaragupta I (ca. 455), waaruit Skandagupta als overwinnaar kwam[19]
- Oorlog van de Ooms en Neven (465–ca.495), na de dood van keizer Qianfei van de Liu Song-dynastie[20]
- Opstand van prins Hoshikawa (479–480), naar aanleiding van het overlijden van keizer Yuryaku van Japan

#### Middeleeuws Azië
- Wei-burgeroorlog (530–550), na de moord op de usurpator in spe Erzhu Rong door keizer Xiaozhuang van de Noordelijke Wei-dynastie, waarna de staat in tweeën werd gespleten tot de Westelijke Wei-dynastie (Yuwen-clan) en de Oostelijke Wei-dynastie (Gao-clan)

- De islamitische fitna's:

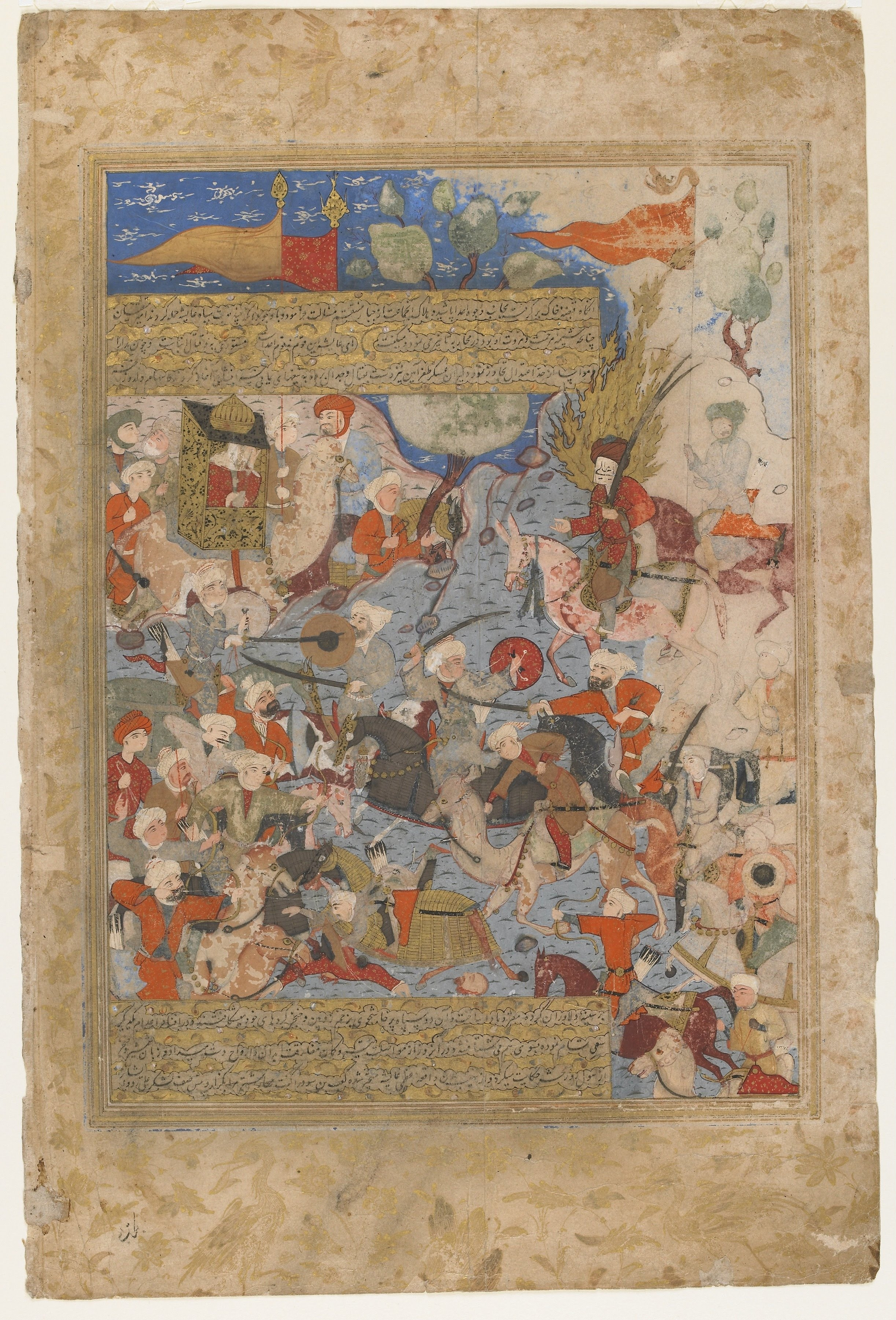
De Eerste Fitna was oorspronkelijk een politiek conflict over de opvolging van Mohammed, maar werd uiteindelijk de basis voor de religieuze tweedeling van de islam in soennisme en sjiisme.

  - Eerste Fitna (656–661): naar aanleiding van de moord op kalief Oethman tussen de Omajjaden en Ali's volgelingen (sjiieten)
  - Tweede Fitna (680–692; in engere zin 683–685): een reeks conflicten tussen Omajjaden, Zoebairiden en Aliden (sjiieten)
  - Derde Fitna (744–750/752): een reeks burgeroorlogen in en opstanden tegen het Omajjaden-kalifaat, met als slot de Abbasidische Revolutie
  - Vierde Fitna (809–827): een successieoorlog in het Abbasiden-kalifaat
- Koguryeaanse successieoorlog (666–668), na de dood van de militaire dictator Yeon Gaesomun van Koguryeo, zie ook Koguryeo–Tang-oorlog (645–668)
- Jinshin-oorlog (672), naar aanleiding van het overlijden van keizer Tenji van Japan
- Twintigjarige Anarchie (695–717), naar aanleiding van de afzetting van keizer Justinianus II van Byzantium
- Latere Drie Koninkrijken van Korea (892–936), begon toen twee rebellenleiders, die beweerden af te stammen van de voormalige koningen van Paekche en Koguryeo, in opstand kwamen tegen de regering van koningin Jinseong van Silla
- Anarchie van de 12 Krijgsheren (966–968), na de dood van koning Ngô Quyền van Vietnam
- Afghaanse Successieoorlogen (997–1041?),[21] naar aanleiding van het overlijden van emir Sabuktigin van Ghazni
- Seltsjoekse Successieoorlog (1092–1105), naar aanleiding van het overlijden van sultan Malik Sjah I van het Seltsjoekenrijk[22]
- Hogen-opstand (1156), Heiji-opstand (1160) en Genpei-oorlog (1180–1185), na de dood van keizer Konoe van Japan, tussen clans over de macht over de keizerlijke familie
- Antiochische Successieoorlog (1201–1219), naar aanleiding van het overlijden van prins Bohemund III van Antiochië
- Lombardenoorlog (1228–1243), naar aanleiding van het overlijden van koningin Isabella II van Jeruzalem en Cyprus
- Ajjoebidische Successieoorlog (1238–1249), naar aanleiding van het overlijden van sultan Al-Kamil van de Ajjoebiden
- Toluïdische Successieoorlog (1260–1264), naar aanleiding van het overlijden van grootkan Möngke Khan van het Mongoolse Rijk
- Chagatai-successieoorlogen (1307–1331), na de dood van khan Duwa van het Kanaat van Chagatai[23]
- Oorlog van de Twee Hoofdsteden (1328–1332), na de dood van keizer Yesün Temür van de Yuan-dynastie
- Nanboku-cho-periode of Japanse Successieoorlog[24] (1336–1392), naar aanleiding van het verdrijven en overlijden van keizer Go-Daigo van Japan
- Veertigjarige Oorlog (1368–1408) naar aanleiding van het overlijden van koning Thado Minbya van Ava; de oorlog woedde binnen en tussen de Birmese koninkrijken Ava en Pegu als opvolgers van Pagan[25]
- Jingnan-veldtocht (1399–1402), na de dood van keizer Hongwu van de Ming-dynastie
- Chi Lu Buli-opstand (1453), naar aanleiding van het overlijden van koning Shō Kinpuku van Riukiu
- Sengoku-periode (ca. 1467–1601) in Japan
  - Onin-oorlog (1467–1477), betreffende de toekomstige opvolging van shogun Ashikaga Yoshimasa van Japan

#### Vroegmodern Azië

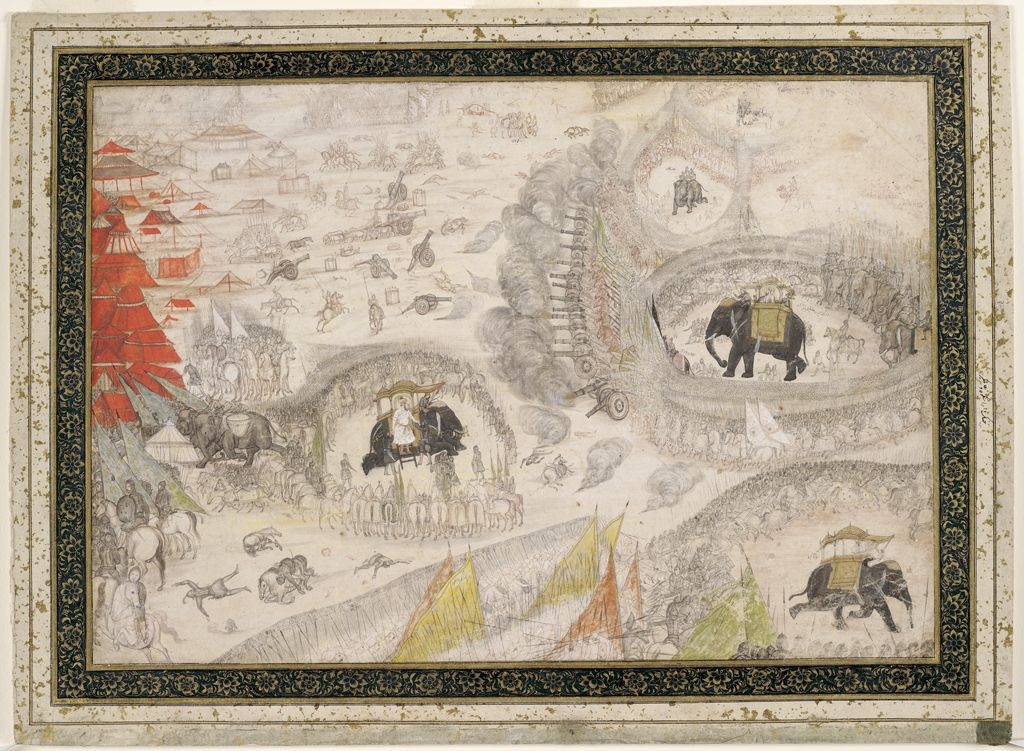
Oorlog van 1657–61. Mogol-heersers werden vaak verstoten door hun zonen, die daarna elkaar tot de dood bestreden.

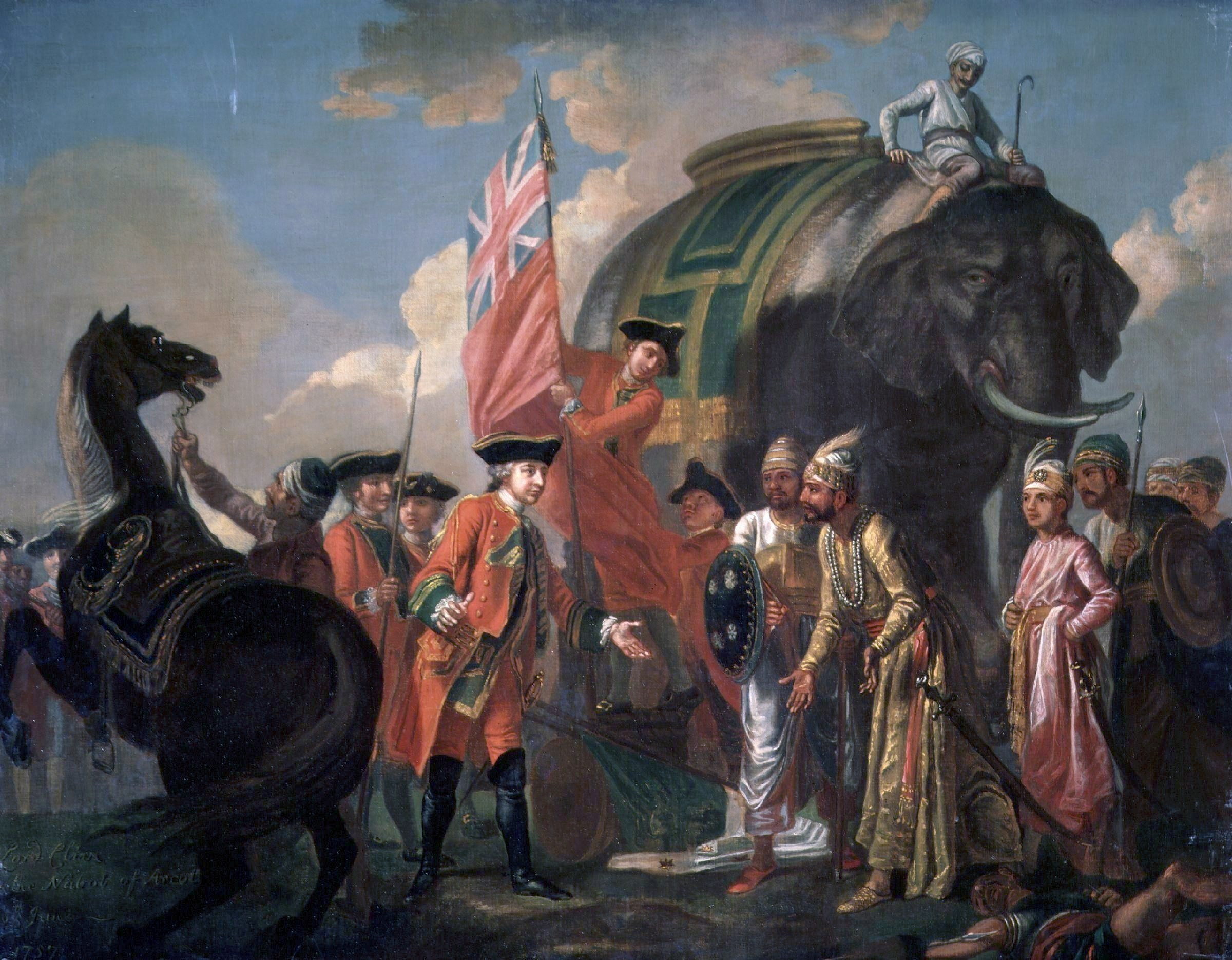
Mir Jafar liep tijdens de Slag bij Plassey over naar de Britten en werd als beloning de nieuwe nawab van Bengalen gemaakt.

- Noordelijke Yuan-successieoorlog (1517–15??), na de dood van khagan Dayan Khan van de Noordelijke Yuan-dynastie[26]
- Mogol-successieoorlog van 1540–1552, tussen de broers Humayun en Kamran Mirza over de opvolging van hun reeds 10 jaar eerder overleden vader, keizer Babur van het Mogolrijk[27]
- Safawidische successieoorlog (1576–1578), naar aanleiding van het overlijden van sjah Tahmasp I van Perzië[28]
- Mogol-successieoorlog van 1601–1605, in het vooruitzicht van het overlijden van keizer Akbar de Grote van het Mogolrijk[29]
- Mogol-successieoorlog van 1627–1628, naar aanleiding van het overlijden van keizer Nuruddin Salim Jahangir van het Mogolrijk
- Mogol-successieoorlog van 1657–1661,[30] naar aanleiding van ernstige ziekte van keizer Shah Jahan van het Mogolrijk[12]
- Tijdens de Trunajaya-opstand (1674–1681) stierf sultan Amangkoerat I van Mataram in 1677, waardoor er een successieoorlog uitbrak tussen zijn zonen Rahmat (Amangkoerat II) en Puger (Pakoeboewono I)
- De Javaanse successieoorlogen, tussen lokale pretendenten en kandidaten van de VOC voor het Sultanaat Mataram op Java
  - Eerste Javaanse Successieoorlog (1703–1708), naar aanleiding van het overlijden van sultan Amangkoerat II van Mataram tussen zijn zoon Amangkoerat III van Mataram en zijn broer Puger (Pakoeboewono I)
  - Tweede Javaanse Successieoorlog (1719–1722)
  - Derde Javaanse Successieoorlog (1749–1755)
- Mogol-successieoorlog van 1707–1708, naar aanleiding van het overlijden van keizer Aurangzeb van het Mogolrijk[31]
- Mogol-successieoorlog van 1712–1720, naar aanleiding van het overlijden van keizer Bahadur Shah I van het Mogolrijk[31]
- Marava-successieoorlog (en) (1720–1729), naar aanleiding van het overlijden van raja Raghunatha Kilavan van Ramnad
- Perzische of Iraanse Successieoorlogen (1725–1796)[32]
  - Safawidische successieoorlog (1725–1729), naar aanleiding van een Hotakidische invasie en de gevangenneming van sjah Soltan Hoseyn I van Safawidisch Perzië
  - Afsharidische successieoorlog (1747–1757), naar aanleiding van het overlijden van sjah Nadir Sjah Afshar van Afsharidisch Perzië
  - Zandische successieoorlog (1779–1796), naar aanleiding van het overlijden van Karim Khan van Zandisch Perzië
- Carnatische oorlogen (1744–1763), territoriale en successieoorlogen tussen verscheidene lokale, nominaal onafhankelijke vorsten in de Carnatic waar de Britse Oost-Indische Compagnie en Franse Oost-Indische Compagnie zich in mengden
  - Eerste Oorlog om de Carnatic (1744–1748), onderdeel van de Oostenrijkse Successieoorlog tussen onder andere Frankrijk enerzijds en Groot-Brittannië anderzijds
  - Tweede Oorlog om de Carnatic (1749–1754), om de opvolging van zowel de nizam van Haiderabad als de nawab van Arcot
  - Derde Oorlog om de Carnatic (1756–1763), naar aanleiding van het overlijden van nawab Alivardi Khan van Bengalen; onderdeel van de wereldwijde Zevenjarige Oorlog tussen onder andere Frankrijk enerzijds en Groot-Brittannië anderzijds
- Maratha-successieoorlog (1749–1752), naar aanleiding van het overlijden van maharadja Shahu I van het Maratharijk[33]
- Brits-Marathische Oorlogen (1775–1819): successieoorlogen tussen peshwa's waarbij de Britten intervenieerden en het Maratharijk veroverden
  - Eerste Brits-Marathische Oorlog (1775–1782), naar aanleiding van het overlijden van peshwa Madhav Rao I; troonpretendent Raghunath Rao riep Britse hulp in, maar verloor
  - Tweede Brits-Marathische Oorlog (1803–1805), troonpretendent Baji Rao II, zoon van Raghunath Rao, zegevierde met Britse hulp en werd peshwa, maar moest veel macht en gebied aan de Britten afstaan
  - Derde Brits-Marathische Oorlog, ook wel Pindari-oorlog (1816–1819), peshwa Baji Rao II kwam vergeefs in opstand tegen de Britten; het Maratharijk werd geannexeerd

#### Modern Azië
- Afghaanse Successieoorlogen (1793–1834?), naar aanleiding van het overlijden van emir Timoer Shah Durrani van Afghanistan[34]
- Java-oorlog (1825–1830), ten dele gemotiveerd door Dipo Negoro's aanspraken op de troon van Jogjakarta; hij werd zowel in 1814 als 1823 gepasseerd door Hamengkoeboewono IV respectievelijk Hamengkoeboewono V
- Eerste Brits-Afghaanse Oorlog (1839–1842), Britse invasie van Afghanistan met als voorwendsel de restauratie van de afgezette emir Shah Shuja[35]
- Pahang Burgeroorlog (1857–1863), na de dood van raja Tun Ali van Pahang
- Latere Afghaanse Successieoorlog (1865–1870), naar aanleiding van het overlijden van emir Dost Mohammed Khan van Afghanistan
- De Nederlands-Indische Bonische expedities (1859–1860) van het Koninklijk Nederlandsch-Indisch Leger (KNIL) intervenieerde in twee successieoorlogen in de naburige Sulawesische koninkrijken Bona (of Bone) en Wajo (of Wajoq)
  - In de Bonische successieoorlog (1858–1860) steunde het KNIL de pretendent Ahmad Sinkkaru' Rukka tegen koningin Besse Arung Kajuara na de dood van haar man, koning Aru Pugi[36][37]
  - In de Wajorese Successieoorlog (1858–1861) steunde het KNIL de pretendent Pata Hassim na de dood van raja Tulla[38]
- Bandjermasinse Oorlog (1859–1863), naar aanleiding van het overlijden van sultan Adam. Het KNIL steunde pretendent Tamdjid Illah tegen pretendent Hidayat Ullah; de laatste gaf zich over in 1862.

### Europa

#### Antiek Europa
- Diadochenoorlogen (323–277 v.Chr.), naar aanleiding van het overlijden van koning Alexander de Grote van Macedonië
- Vierkeizerjaar (68–69 n.Chr.), een opstand in het Romeinse Rijk die een successieoorlog werd na de zelfdoding van keizer Nero
- Vijfkeizerjaar (193), begin van een successieoorlog die duurde tot 197, na de moord op de Romeinse keizer Commodus
- Crisis van de derde eeuw (235–284), vooral het Zeskeizerjaar (238), een reeks oorlogen tussen soldatenkeizers na de moord op Severus Alexander
- Tetrarchische Oorlogen (306–324), naar aanleiding van het overlijden van Augustus (senior-Romeins keizer) Constantius I Chlorus
- Oorlog van Magnentius (350–353), naar aanleiding van de moord op medekeizer Constans I

#### Vroegmiddeleeuws Europa

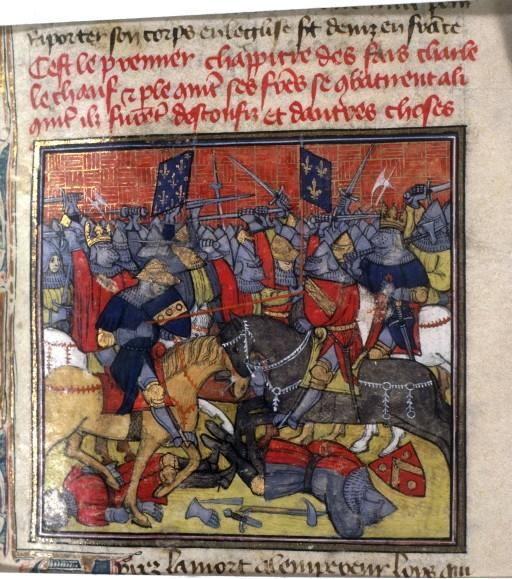
Fontenoy bezegelde de verdeling van het Frankische Rijk tussen keizer Lodewijk de Vromes drie zonen.

- Merovingische troonstrijd tussen Fredegonde en Brunhilde (568–613), na de moord op koningin Galswintha van Neustrië (zus van Brunhilde van Austrasië, beide dochters van de Visigotische koning Athanagild) door haar echtgenoot koning Chilperik I van Neustrië en zijn minnares Fredegonde, die daarop trouwden. Brunhilde overtuigde daarop haar echtgenoot koning Sigebert I van Austrasië om oorlog te voeren tegen Fredegonde en Chilperik om haar zus te wreken en de machtspositie van het Visigotische koningshuis in Neustrië te herstellen.[39] Fredegonde liet Sigebert (575) en haar eigen man Chilperik (584) vermoorden, heerste als regentes over haar zoon Chlotharius II en voerde oorlog tegen Austrasië tot haar dood in 597. Chlotharius II zette deze oorlog voort totdat hij Brunhilde gevangennam en executeerde (613), waarmee hij het Frankische Rijk tijdelijk herenigde.[40]
- Twintigjarige Anarchie (695–717), naar aanleiding van de afzetting van keizer Justinianus II van Byzantium
- Frankische Burgeroorlog (715–718), naar aanleiding van het overlijden van hofmeier Pepijn van Herstal
- Karolingische Successieoorlogen (830–842), een reeks gewapende conflicten in het laat-Frankische (Karolingische) Rijk over de (toekomstige) successie van keizer Lodewijk de Vrome[41]
- Northumbrische successieoorlog (865–867), tussen koning Osberht en koning Ælle van Northumbria; hun onderlinge strijd werd onderbroken toen het Grote Heidense Leger binnenviel, waartegen zij zich vergeefs verenigden
- Opstand van Svatopluk II (895–899?), naar aanleiding van het overlijden van hertog Svatopluk I van Groot-Moravië
- Leonese successieoorlog (951–956), naar aanleiding van het overlijden van koning Ramiro II van Léon
- Leonese successieoorlog (982–984), voortzetting van de vorige Leonese successieoorlog

#### Hoogmiddeleeuws Europa

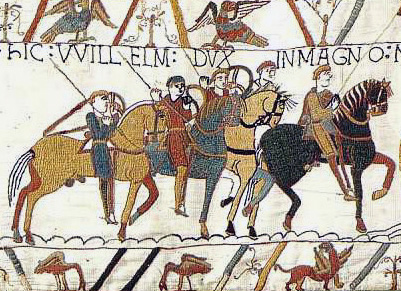
Willem van Normandië slaagde erin zijn claim op de Engelse troon te doen gelden.

- Bourgondische Successieoorlog van 1002–1016 (de), naar aanleiding van het overlijden van hertog Hendrik de Grote (Hendrik I van Bourgondië)
- Fitna van al-Andalus (1009–1031), naar aanleiding van de afzetting van kalief Hisham II van Córdoba
- Noorse Successieoorlog[42] (1025/6–1035), naar aanleiding van het vertrek van koning Knoet de Grote van Denemarken naar Engeland; het werd pas een successieoorlog toen koning Olaf II van Noorwegen werd afgezet in 1028 en sneuvelde in 1030
- Deense successieoorlog (1042–1043), naar aanleiding van het overlijden van koning Hardeknoet (Knoet III) van Denemarken
- Noorse invasie van Engeland met de Slag bij Fulford en de Slag bij Stamford Bridge (1066), naar aanleiding van het overlijden van koning Eduard de Belijder
- Normandische verovering van Engeland (1066–1075), naar aanleiding van het overlijden van koning Eduard de Belijder
- Engelse Anarchie (1135–1154), naar aanleiding van het overlijden van koning Hendrik I van Engeland
- Oorlogen van Baux (1144–1162), na de dood van graaf Berengarius Raymond van Provence
- Duitse troonstrijd (1198–1215), na de dood van Keizer Hendrik VI. Hoewel het voornamelijk een politiek conflict was tussen het huis Hohenstaufen en het huis Welf, gaf de Slag bij Bouvines (1214) feitelijk de doorslag door de zware nederlaag van pretendent-koning Otto IV van Welf, in 1215 afgezet ten gunste van tegenkoning Frederik II van Hohenstaufen.[43]
- Vierde Kruistocht (1202–1204), wijzigde bestemming naar Constantinopel om te interveniëren in een Byzantijnse opvolgingskwestie na de onttroning van keizer Isaäk II Angelos
- Loonse Oorlog (1203–1206), naar aanleiding van het overlijden van graaf Dirk VII van Holland
- Successieoorlog van Moha (1212–1213), na de dood van graaf Albert II van Dagsburg
- Eerste Baronnenoorlog (1215–1217). Het conflict begon als een baronnenopstand vanwege koning Jan zonder Lands schending van de Magna Carta, maar werd al gauw een dynastieke oorlog om de troon van Engeland toen de Franse kroonprins Lodewijk hun kandidaat werd en Jan zonder Land onverwachts overleed
- Successieoorlog van Champagne (1216–1222), indirect naar aanleiding van het overlijden van graaf Theobald III van Champagne
- Bredase Successieoorlog (1226/8–1231/2), naar aanleiding van het overlijden van heer Hendrik III van Schoten van Breda[44]
- Vlaams-Henegouwse Successieoorlog (1244–1254), naar aanleiding van het overlijden van Johanna van Constantinopel
- Thürings-Hessische Successieoorlog (1247–1264), naar aanleiding van het overlijden van landgraaf Hendrik Raspe IV
- Groot Interregnum (1245/50–1275), naar aanleiding van het afzetten en overlijden van Keizer Frederik II
- Euboeotische Successieoorlog (1256–1258), naar aanleiding van het overlijden van triarch Carintana dalle Carceri van Negroponte
- Limburgse Successieoorlog (1283–1288), naar aanleiding van het overlijden van hertog Walram IV en zijn erfdochter Irmgard van Limburg

#### Laatmiddeleeuws Europa

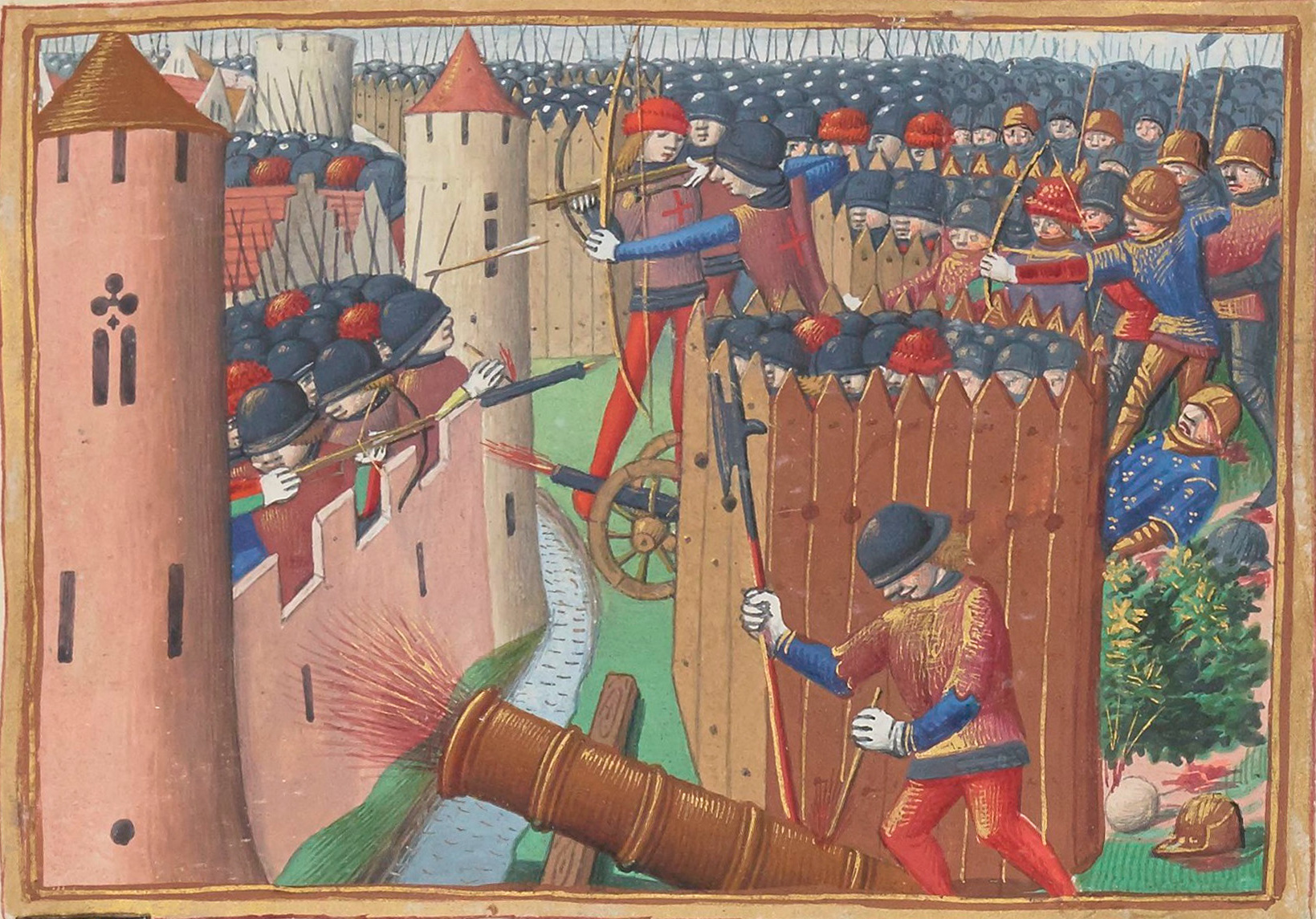
De Honderdjarige Oorlog ontstond toen de Engelse koning de Franse troon opeiste.

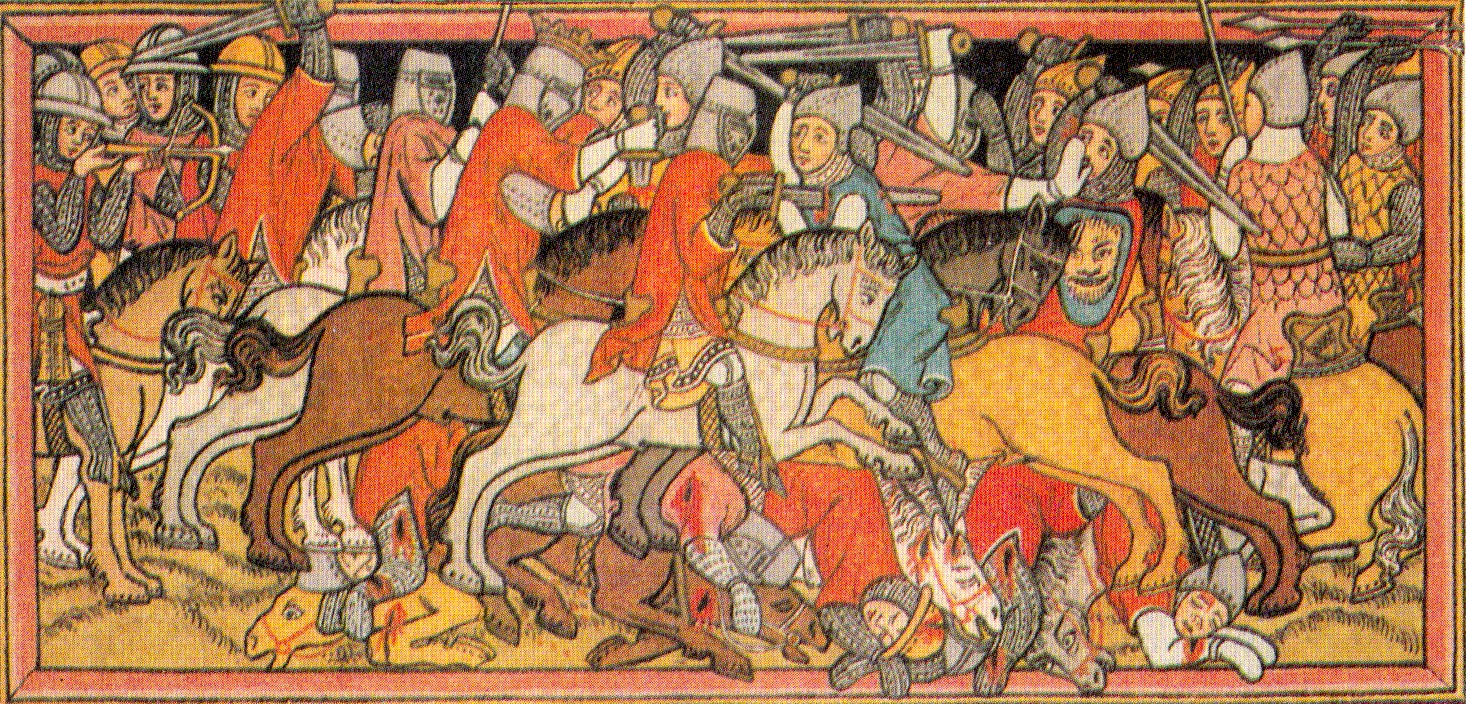
De slag bij Strietfield (1388) verzekerde Lüneburg voor het huis Welfen.

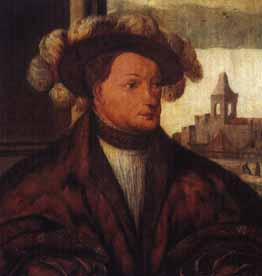
De laatste fase van de Gelderse Oorlogen ging om de opvolging van hertog Karel van Egmont.

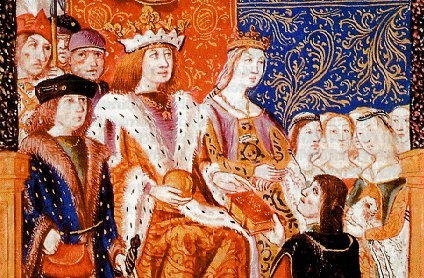
De Katholieke Koningen verenigden 'Spanje' na de Castiliaanse Successieoorlog.

- Schotse Onafhankelijkheidsoorlogen (1296–1357), nadat de Schotse adel koning Eduard I van Engeland verzocht te bemiddelen in de Schotse successiecrisis (1286–92). Eduard beweerde dat zijn rol in het benoemen van de nieuwe Schotse koning, John Balliol, betekende dat hij nu Schotlands opperheer was en hij begon zich met de binnenlandse politiek van Schotland te bemoeien, hetgeen tot verzet leidde.[45]
  - Eerste Schotse Onafhankelijkheidsoorlog (1296–1328), nadat Schotse weerstand tegen Eduards inmenging het punt van opstand bereikte, trok Eduard op tegen Schotland, versloeg John Balliol en nam hem gevangen, ontnam hem het koningschap en annexeerde feitelijk Schotland. Echter, William Wallace en Andrew Moray rebelleerden tegen Eduard en namen de titel "beschermheren van Schotland" aan in naam van John Balliol. Zij gaven deze titel door aan Robert the Bruce (een van de troonpretendenten tijdens de successiecrisis) en John III Comyn in 1298. De eerste doodde de laatste in 1306 en werd kort daarop tot koning der Schotten gekroond, in oppositie tegen zowel Eduard als de nog steeds gevangen John Balliol.[45]
  - Tweede Schotse Onafhankelijkheidsoorlog of Engels-Schotse Successieoorlog[46] (1332–1357), naar aanleiding van het overlijden van koning Robert the Bruce van Schotland
- Byzantijnse burgeroorlog (1321–1328), na de dood van Manuel Palaiologos en zijn vader, medekeizer Michaël IX Palaiologos, en de uitsluiting van Andronikos III Palaiologos van de opvolging
- Rügische Successieoorlogen (1326–1328; 1340–1354), naar aanleiding van het overlijden van prins Vitslav III van Rügen
- Loonse Successieoorlogen (1336–1366), naar aanleiding van het overlijden van graaf Lodewijk IV van Loon
- Honderdjarige Oorlog (1337–1453), indirect naar aanleiding van het overlijden van koning Karel IV van Frankrijk
- Galicisch-Wolhynische Oorlogen (1340–1392), naar aanleiding van het overlijden van koning Bolesław-Jerzy II van Galicië en Wolhynië
- Bretonse Successieoorlog (1341–1364), naar aanleiding van het overlijden van hertog Jan III van Bretagne
- Byzantijnse burgeroorlog (1341–1347), naar aanleiding van het overlijden van keizer Andronikos III Palaiologos
- Hoekse en Kabeljauwse twisten (1349–1490), naar aanleiding van het overlijden van graaf Willem IV van Holland
- Gelderse Broederstrijd (1350–1361), naar aanleiding van het overlijden van hertog Reinald II van Gelre
- Castiliaanse Burgeroorlog (1351–1369), na de dood van koning Alfons XI van Castilië
  - Oorlog van de Twee Peters (1356–1375), voortvloeiend uit de Castiliaanse Burgeroorlog en de Honderdjarige Oorlog
- Brabantse Successieoorlog (1355–1357), naar aanleiding van het overlijden van hertog Jan III van Brabant
- Lüneburgse Successieoorlog (1370–1389), naar aanleiding van het overlijden van hertog Willem II van Lüneburg
- De drie Gelderse successieoorlogen:
  - Eerste Gelderse Successieoorlog (1371–1379), naar aanleiding van het overlijden van hertog Reinald III van Gelre
  - Tweede Gelderse Successieoorlog (1423–1448), naar aanleiding van het overlijden van hertog Reinald IV van Gelre en Gulik
  - Derde Gelderse Successieoorlog (1538–1543), zie Gelderse Oorlogen (1502–1543)
- Successieoorlog van het patriarchaat Aquileja (1381–1388), naar aanleiding van het overlijden van patriarch Marquardo van Randeck
- Crisis van 1383-1385, Portugese successiecrisis en -oorlog naar aanleiding van het overlijden van koning Ferdinand I van Portugal
- Ottomaanse Interregnum (1401/2–1413), naar aanleiding van de gevangenname en het overlijden van sultan Bayezid I
- Eversteinse Vete (1404–1409), toen de kinderloze graaf Herman VII van Everstein een erfverdrag sloot met heer Simon III van Lippe, hetgeen werd aangevochten door de hertogen van Brunswijk-Lüneburg
- Litouwse Burgeroorlog (1432–1438), naar aanleiding van het overlijden van grootvorst Vytautas de Grote van Litouwen
- Oude Zürichoorlog (1440–1446), na de dood van graaf Frederik VII van Toggenburg
- Saksische Broederoorlog (1446–1451), naar aanleiding van het overlijden van landgraaf Frederik IV van Thüringen
- Navarrese Burgeroorlog (1451–1455), naar aanleiding van de dood van Blanca I van Navarra en de usurpatie van de troon door Johan II van Aragón
- De Utrechtse Oorlogen, verwant aan de Hoekse en Kabeljouwse twisten.
  - Utrechtse Oorlog (1456-1458), ook wel Eerste Utrechtse Burgeroorlog, naar aanleiding van het overlijden van bisschop Rudolf van Diepholt van Utrecht
  - Stichtse Oorlog (1481–1483), ook wel Tweede Utrechtse Burgeroorlog, spillover van de Hoekse en Kabeljauwse twisten
- Rozenoorlogen (1455–1487), naar aanleiding van de zwakheid van (en uiteindelijk de moord op) koning Hendrik VI van Engeland
- Napolitaanse Successieoorlog (1458–1462), naar aanleiding van het overlijden van koning Alfons V van Aragón
- Stettinse Successieoorlog (1464–1529), naar aanleiding van het overlijden van hertog Otto III van Pommeren
- Hessische Broederoorlog (1469–1470), na de dood van landgraaf Lodewijk I van Hessen[47]
- Castiliaanse Successieoorlog (1475–1479), naar aanleiding van het overlijden van koning Hendrik IV van Castilië
- Bourgondische Successieoorlog (1477–1482), naar aanleiding van het overlijden van hertog Karel de Stoute
  - Gelderse Onafhankelijkheidsoorlog (1477–1482, 1494–1499), naar aanleiding van het overlijden van hertog Karel de Stoute
- Ottomaanse successieoorlog (1481–1482) tussen prins Cem en prins Bayezid naar aanleiding van het overlijden van sultan Mehmet II
- Jonker Fransenoorlog (1488–1490), laatste oprisping van de Hoekse en Kabeljauwse twisten

#### Vroegmodern Europa

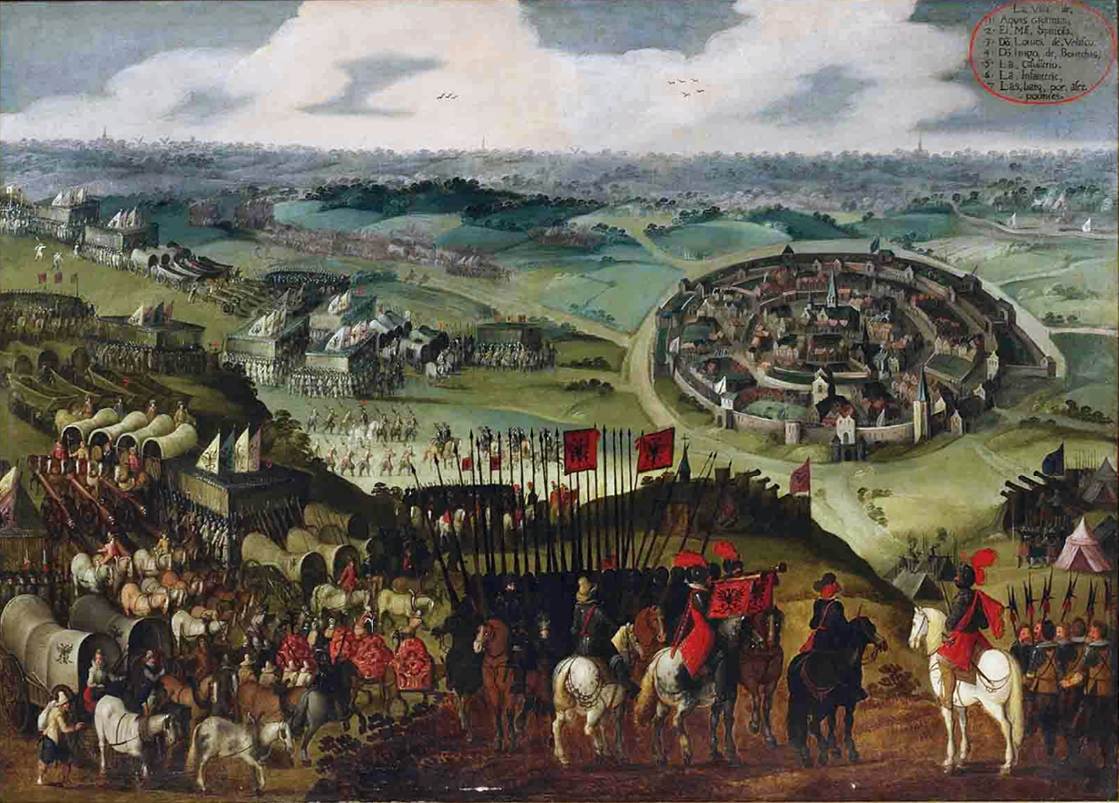
De Gulik-Kleefse Successie werd een Europese oorlog vanwege de toekomstige religieuze machtsverhoudingen.

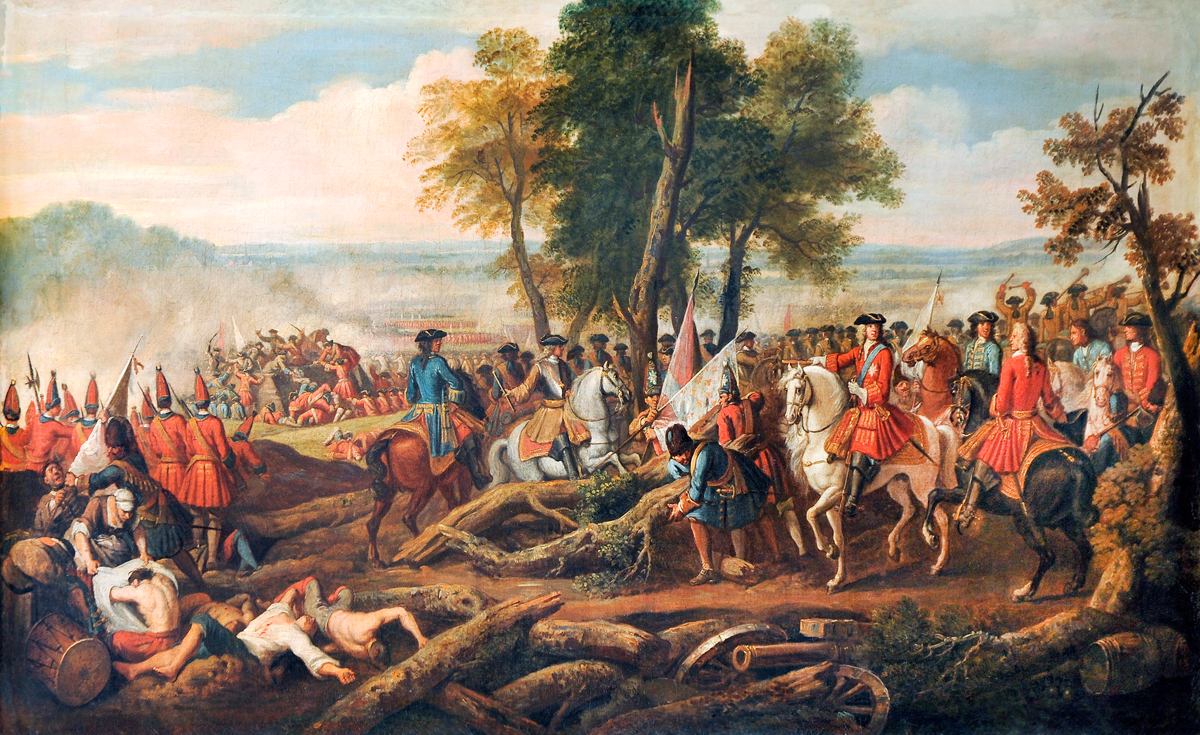
Tijdens de Spaanse Successieoorlog trachtte een grote Europese coalitie Spanje uit Franse handen te houden.

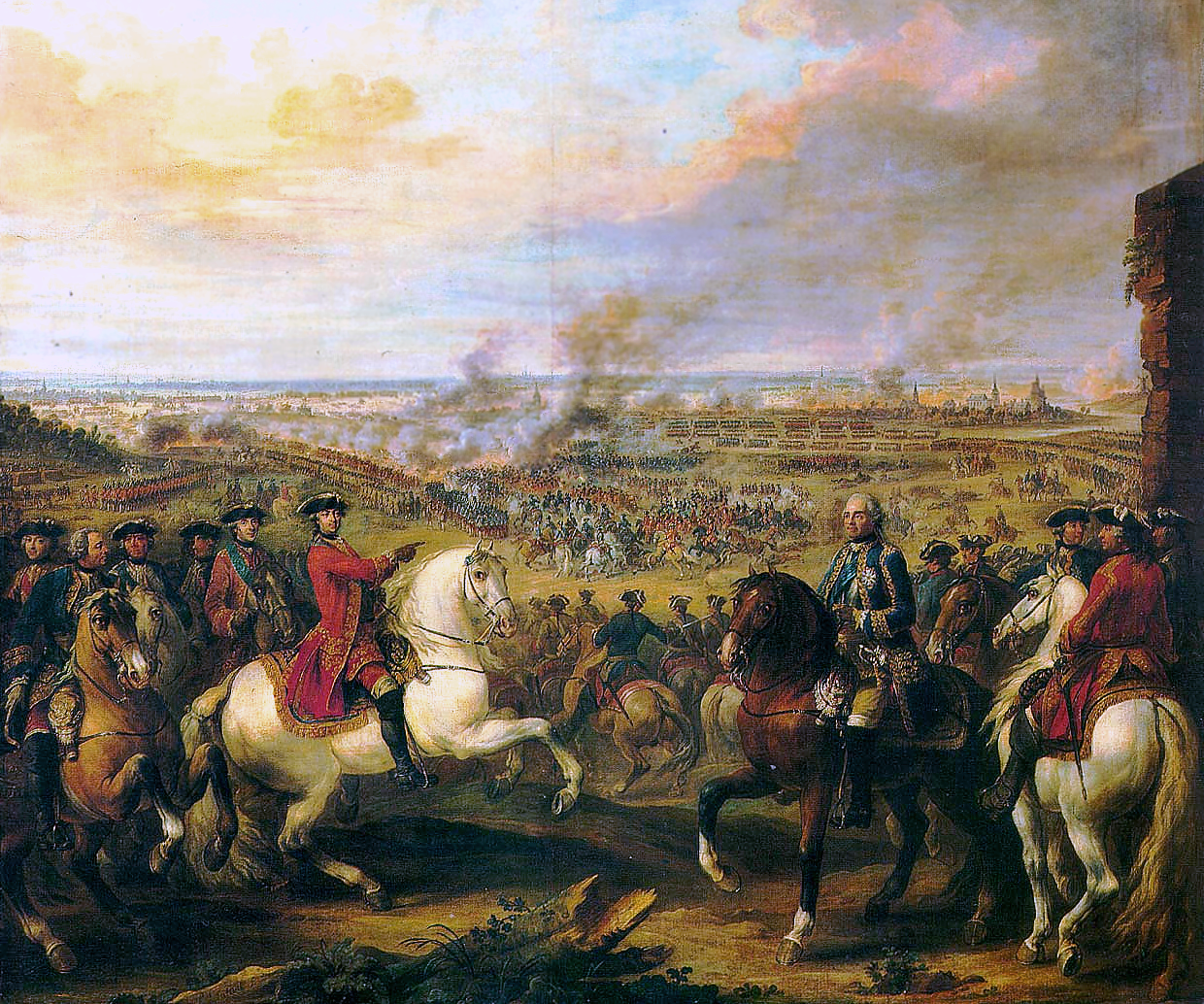
De Oostenrijkse Successieoorlog.

- Katzenelnbogische Successieoorlog of Katzenelnbogische Erfopvolgingsstrijd (1500–1557), na de dood van graaf Willem III van Hessen.[48][49] Willem I van Nassau-Dillenburg (vader van Willem van Oranje) verloor de oorlog en raakte diep in de schulden.[50]
- Landshuter Successieoorlog (1503–1505), naar aanleiding van het overlijden van hertog George van Beieren-Landshut
- Ottomaanse successieoorlog (1509–1513), tussen prins Selim en prins Ahmed over de opvolging van sultan Bayezid II (†1512)
- Deense Successieoorlogen (1523–1537), een reeks conflicten over de Deense troon binnen het Huis Oldenburg
  - Deense Successieoorlog (1523-1524), door ongenoegen over het koningschap van Christiaan II van Denemarken
  - Gravenvete (1534–1536), naar aanleiding van het overlijden van koning Frederik I van Denemarken
- Ottomaanse successieoorlog (1559), tussen prins Selim en prins Bayezid over de opvolging van sultan Süleyman I
- Portugese Successieoorlog (1580–1583), naar aanleiding van het overlijden van koning-kardinaal Hendrik van Portugal
- Troonstrijd in Frankrijk tijdens de late Hugenotenoorlogen (1585–1598), toen het Huis Valois op uitsterven stond
  - Drie-Hendriken-oorlog (1585–1589), naar aanleiding van het overlijden van hertog Frans van Anjou, de Franse kroonprins, en de uitsluiting van de protestantse koning Hendrik van Navarra van de troonopvolging. Spanje intervenieerde ten gunste van de Katholieke Liga, geleid door Hendrik van Guise. Koning Hendrik III van Frankrijk zat klem tussenbeide.
  - Successie van Hendrik IV van Frankrijk (1589–1594). Na de dood van de twee andere Hendriken werd Hendrik van Navarra gekroond tot Hendrik IV van Frankrijk. Spanje bleef interveniëren en eiste de Franse troon op voor infanta Isabella Clara Eugenia.[51] Om de katholieke meerderheid tevreden te stellen, bekeerde Hendrik IV zich in 1593 tot het katholicisme op voorwaarde dat protestanten zouden worden getolereerd; zijn koningschap werd steeds meer erkend in Frankrijk
  - Frans-Spaanse Oorlog (1595–1598). Koning Hendrik IV van Frankrijk verenigde de Franse protestanten en katholieken door Spanje rechtstreeks de oorlog te verklaren om de aanspraken van infanta Isabella Clara Eugenia op de Franse troon tegen te gaan.
- Poolse Successieoorlog (1587–1588), naar aanleiding van het overlijden van koning-grootvorst Stefanus Báthory
- Straatsburgse Bisschoppenoorlog (1592–1604), naar aanleiding van het overlijden van prins-bisschop Jan IV van Manderscheid
- Tijd der Troebelen (1598–1613), na de dood van tsaar Fjodor I van Rusland
  - Pools-Russische Oorlog (1605–1618) of de Dimitriades, waarin drie Valse Dimitri's, bedriegers die beweerden Fjodors rechtmatige opvolger te zijn, naar voren werden geschoven door het Pools-Litouws Gemenebest
- Afzettingsoorlog tegen Sigismund (1598–1599), naar aanleiding van het overlijden van koning Johan III van Zweden
- Pools-Zweedse Oorlog (1600-1629), vloeide voort uit de Afzettingsoorlog tegen Sigismund
- Gulik-Kleefse Successieoorlog (1609–1614), naar aanleiding van het overlijden van hertog Johan Willem van Kleef
- Düsseldorfse Koeienoorlog (1651), indirect naar aanleiding van het overlijden van hertog Johan Willem van Kleef
- Montferratische Successieoorlog (1613–1617), naar aanleiding van het overlijden van hertog Francesco IV Gonzaga
- Mantuaanse Successieoorlog (1627–1631), naar aanleiding van het overlijden van hertog Vincenzo II Gonzaga
- Piëmontese Burgeroorlog (1639–1642), na de dood van hertog Victor Amadeus I van Savoye
- Devolutieoorlog (1667–1668), naar aanleiding van het overlijden van koning Filips IV van Spanje
- Monmouth-opstand (1685), naar aanleiding van het overlijden van koning Karel II van Engeland
- Paltische of Engelse Successieoorlog of Negenjarige Oorlog (1688–1697), naar aanleiding van de Glorious Revolution en met als indirecte aanleiding het overlijden van keurvorst Karel II van de Palts
- De Jakobitische opstanden (1688–1746) die trachtten de Glorious Revolution (mede veroorzaakt door de geboorte van Jacobus Frans Eduard Stuart) ongedaan te maken
  - Tweekoningenoorlog (1688–1691), oorlog in Ierland en Schotland tussen Willem III van Oranje en Jacobus II Stuart (onderdeel van de Engelse Successieoorlog)[52]
  - Schotse Jakobitische opstand (1689–92), oorlog in Schotland tussen Willem III van Oranje en Jacobus II Stuart (onderdeel van de Engelse Successieoorlog)
  - Jakobitische opstand van 1715 (1715–1716), naar aanleiding van het overlijden van kroonprinses Sophia van de Palts en koningin Anna van Groot-Brittannië
  - Jakobitische opstand van 1745 (1745–1746), opportunistische poging van de laatste serieuze Jakobitische pretendent om de troon te herwinnen
- Spaanse Successieoorlog (1701–1714), naar aanleiding van het overlijden van koning Karel II van Spanje
- Oorlog van de Quadruple Alliantie (1718–1720), naar aanleiding van het overlijden van 'zonnekoning' Lodewijk XIV van Frankrijk
- Poolse Successieoorlog (1733–1738), naar aanleiding van het overlijden van koning August II van Polen
- Oostenrijkse Successieoorlog (1740–1748), naar aanleiding van het overlijden van keizer Karel VI
- Beierse Successieoorlog (1778–1779), naar aanleiding van het overlijden van keurvorst Maximiliaan III Jozef van Beieren

#### Modern Europa

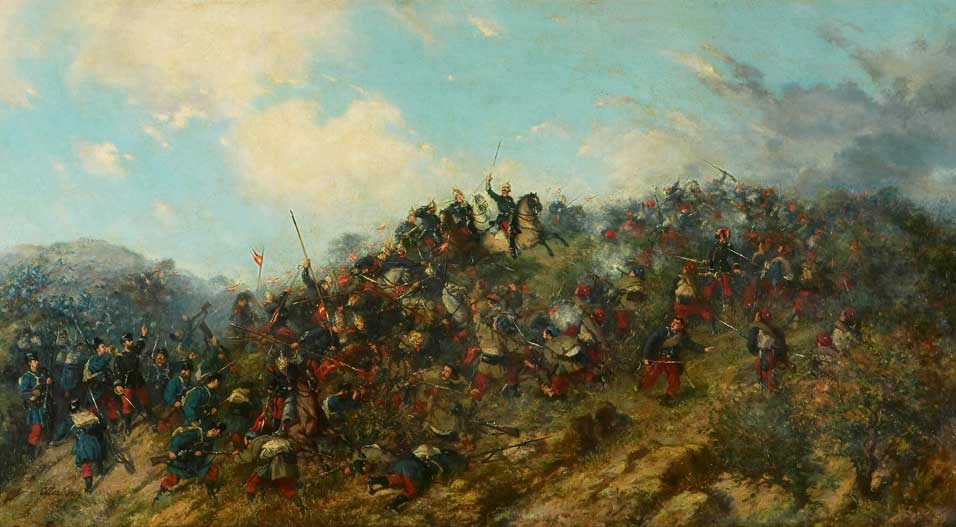
De Derde Carlistenoorlog.

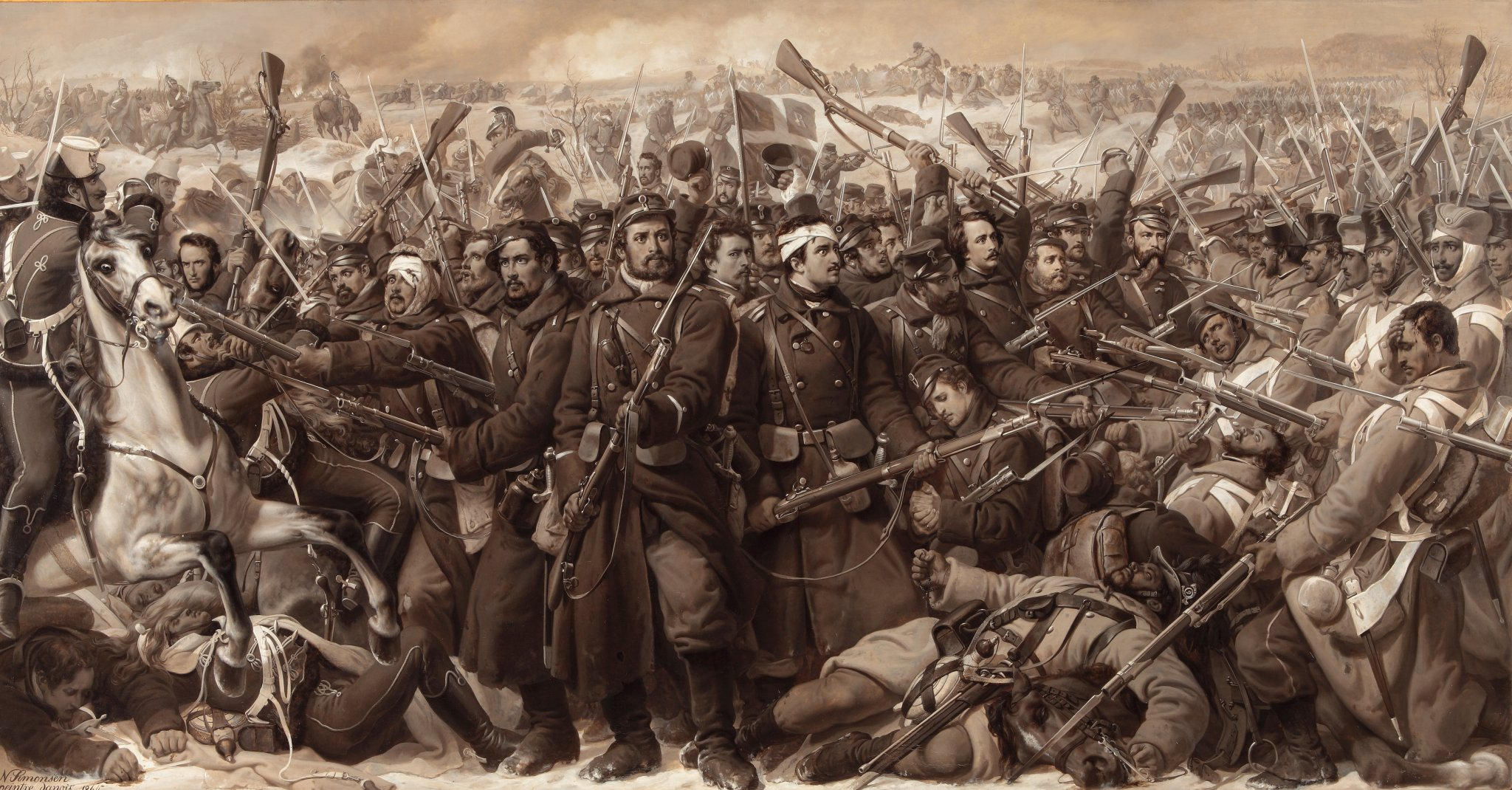
De dood van Frederik VII van Denemarken was een oorzaak van de Tweede Duits-Deense Oorlog.

- Russisch interregnum (1825–1826), na de dood van tsaar Alexander I van Rusland, die heimelijk de troonopvolging had gewijzigd van zijn broer Constantijn ten gunste van zijn jongere broer Nicolaas, die allebei niet wilden regeren. Twee verwante maar verschillende rebellenbewegingen ontstonden om hun oplossing voor de successiecrisis aan te bieden: de aristocratische Petersburg-groep was voor een constitutionele monarchie onder Constantijn, de democratische Kiev-groep van Pavel Pestel riep om de stichting van een republiek.[54]
  - Decembristenopstand (december 1825), door aristocratische Decembristen in Sint-Petersburg
  - Opstand van het Chernigov-regiment (januari 1826), door republikeinse Decembristen in Oekraïne
- Miguelistenoorlog, ook wel Liberale Oorlogen of Portugese Burgeroorlog (1828–1834), naar aanleiding van het overlijden van koning Johan VI van Portugal
- De Carlistenoorlogen, vooral de Eerste. Latere Carlistenoorlogen zijn meer ideologisch van aard (tegen modernisme) en hebben niet meer het overlijden van een regerend vorst als aanleiding.
  - Eerste Carlistenoorlog (1833–1839), naar aanleiding van het overlijden van koning Ferdinand VII van Spanje
  - Tweede Carlistenoorlog (1846–1849), een kleinschalige opstand uit protest tegen het huwelijk van Isabella II met iemand anders dan de Carlistische pretendent Carlos Luis de Borbón
  - Derde Carlistenoorlog (1872–1876), naar aanleiding van de kroning van koning Amadeus I van Spanje
  - Spaanse Burgeroorlog (1936–1939), waarbij zowel Carlistische als Bourbonistische monarchisten streefden naar het herstel van de in 1931 afgeschafte monarchie voor hun eigen dynastie
- Tweede Duits-Deense Oorlog (1864), mede veroorzaakt door het overlijden van koning Frederik VII van Denemarken, ook hertog van Sleeswijk, Holstein en Lauenburg[53]
- Frans-Duitse Oorlog (1870–1871), direct veroorzaakt door de Spaanse successiecrisis na de Spaanse revolutie van 1868

### Noord-Amerika
- Tepaneekse successieoorlog (1426–1428), naar aanleiding van het overlijden van koning Tezozomoc van Azcapotzalco; deze leidde tot de vorming van de anti-Tepaneekse Azteekse Driebond[55]

### Zuid-Amerika
- Oorlog van de Twee Broers (1529–1532), naar aanleiding van het overlijden van keizer Huayna Capac van de Inca's

## In fictie
- The Succession Wars, een oorlogsgameset in het BattleTech-universum
- The Successions (Nederlands: Opvolging), burgeroorlogen tussen de Huizen van Andor in de fantasywereld van de boekenserie Het Rad des Tijds van Robert Jordan
- In de boekenserie Het Lied van IJs en Vuur van George R.R. Martin en de erop gebaseerde televisieserie Game of Thrones komt een Oorlog van de Vijf Koningen voor rondom de rivaliserende claims van vijf individuen op de troon na de dood van Koning Robert Baratheon.
- In de fantasiewereld Midden-aarde van J.R.R. Tolkien vonden verscheidene successieoorlogen plaats, zoals:
  - De Oorlogen tegen Angmar (Derde Era 861–1975), nadat koning Eärendur van Arnor stierf in D.E. 861 en het koninkrijk werd opgesplitst tussen zijn drie ruziënde zonen, waarmee de rivaliserende rijken Arthedain, Cardolan en Rhudaur werden gesticht. Toen de erfelijke lijn van Eärendur uitstierf in Cardolan en Rhudaur, trachtte koning Argeleb I van Arthedain Arnor te herenigen in D.E. 1349 en werd erkend door Cardolan, maar toen intervenieerde de Tovenaar-koning van Angmar.